# Parasteatoda quadrimaculata
Parasteatoda quadrimaculata là một loài nhện trong họ Theridiidae.
Loài này thuộc chi Parasteatoda. Parasteatoda quadrimaculata được miêu tả năm 2000 bởi Yoshida, Tso & Severinghaus.